# SMS Schlesien
Az SMS Schlesien egy Deutschland osztályú, pre-dreadnought csatahajó. A hajót a Német Birodalmi Haditengerészet állította hadrendbe 1908-ban. Az SMS Schlesien testvérhajói az SMS Deutschland, az SMS Hannover, az SMS Pommern és az SMS Schleswig-Holstein. Mivel az első világháború végére már nagyon elavultnak számított , a Schlesien volt a három sorhajó egyike, a Schleswig-Holstein és a Hessen mellett, amelyet Németország a versailles-i békeszerződés értelmében megtarthatott. Ezek után főként kiképzési célokra használták, de részt vett a második világháborúban is, ahol tüzérségi támogatást nyújtott a német szárazföldi alakulatoknak a Balti-tenger partjánál. 1939. szeptember 1-jén részt vett a Lengyelország elleni támadásban, csakúgy mint testvérhajója, a Schleswig-Holstein. A második világháború után a szovjetek használták lőgyakorlataik célpontjaként. Végül 1949 és 1956 közt szétszedték, de maradványai egész az 1980-as évekig láthatóak voltak.

## Külső hivatkozások
- Fotógaléria a Schlesien-ről (angol)
- Leírás a Schlesien-ről (angol)